# Катастрофа Ан-12 близ Батагая
Катастрофа Ан-12 близ Батагая — авиационная катастрофа, произошедшая во вторник 4 октября 1988 года. Военно-транспортный самолёт Ан-12Б авиакомпании «Аэрофлот» выполнял грузовой рейс SU-40066 по маршруту Тикси—Батагай—Якутск, но при заходе на посадку в Батагае из-за ошибок пилотов и авиадиспетчера врезался в гору в 25 километрах от аэропорта Батагая. Погибли все находившиеся на его борту 6 членов экипажа.         

## Самолёт
Ан-12Б (регистрационный номер СССР-11418, заводской 401712, серийный 17-12) был выпущен Воронежским авиационным заводом №64 30 июня 1963 года, в том же году совершил свой первый полёт и был передан ВВС СССР; изначально б/н был неизвестен, но 14 января 1974 года был перерегистрирован и его бортовой номер сменился на СССР-11418. 22 января 1979 года был куплен Якутским ОАО (Якутское УГА) авиакомпании «Аэрофлот». Оснащён четырьмя турбовинтовыми двигателями АИ-20М производства Пермского моторного завода. На день катастрофы совершил 9041 цикл «взлёт-посадка» и налетал 16 419 часов.

## Экипаж
Состав экипажа рейса SU-40066 был таким:
- Командир воздушного судна (КВС)-стажёр — Алексей Иванович Шушурин.
- КВС-инструктор — Юрий Григорьевич Ефремов (находился в кресле второго пилота).
- Штурман — Александр Михайлович Левин.
- Бортмеханик — Иосиф Лукич Литвинович.
- Бортрадист — Александр Михайлович Дмитриенко.
- Бортоператор — Юрий Семёнович Колесников.

## Хронология событий
Ан-12Б борт СССР-11418 выполнял рейс SU-40066 из Тикси в Якутск с промежуточной посадкой в Батагае, на его борту находились 6 членов экипажа и 15 495 килограммов груза (яблоки). 4 октября 1988 года самолёт совершал первый отрезок маршрута (Тикси—Батагай). Рейс SU-40066 вылетел из Тикси в 20:50 MSK+6.
Прогноз погоды в аэропорту Батагай с 13:00 до 22:00 предусматривал шторм, ветер у земли 200°, 7 м/сек с порывами до 12 м/сек, видимость более 10 километров, облачность 10 баллов слоисто-кучевые облака, кучево-дождевые облака на 1000 метров, верхняя граница 4000 метров, горы частично закрыты. В 22:31 экипаж доложил о входе в район управления воздушного движения (УВД) Батагая на высоте 6300 метров. В 22:40 экипаж по команде авиадиспетчера и без проведения предпосадочной подготовки начал снижение и сразу же начал заходить на посадку с магнитным курсом 225° по схеме, рассчитанной для визуального захода.
В 22:44 КВС-стажёр вместе с экипажем провёл предпосадочную подготовку; при этом (по команде КВС-инструктора) был заранее определён порядок действий захода на посадку по несуществующей схеме, о чём пилоты не проинформировали авиадиспетчера. В 22:50, в 38 километрах от ВПП и при входе в район аэропорта, экипаж доложил авиадиспетчеру о занятии высоты 3800 метров и о расчёте захода на посадку по приводам обратного старта. Авиадиспетчер руководствовался недостаточно чёткими формулировками инструкции по полётам аэропорта Батагай, приводящими к двойственному толкованию, разрешил экипажу снижение до 3000 метров для захода на посадку с магнитным курсом 225° по приборам, хотя эта схема была предназначена только для визуального захода на посадку. В процессе снижения самолёта на дальний приводной радиомаяк (ДПРМ) диспетчер в нарушение требований не вёл контроль за полётом по пеленгатору и не сообщал пилотам пеленги; в это же время непрерывный радиолокационный контроль за полётом рейса 40066 по этой схеме был невозможен из-за неоптимального выбора угла установки антенны радиолокатора аэропорта Батагай.
Малое расстояние от аэропорта Батагай (по требованиям расстояние должно быть 45 километров) в момент принятия экипажем решения на нарушение схемы снижения и захода на посадку и большая высота полёта самолёта (5000 метров) предопределили снижение и заход на посадку рейса SU-40066 в аэропорт Батагай на максимальных поступательных и вертикальных скоростях. Снижение с высоты 5000 метров до 4500 метров осуществлялось с вертикальной скоростью 8,5 м/сек и с увеличением скорости самолёта до 445 км/ч; в дальнейшем вертикальная скорость снижения увеличилась до 12,5 м/сек. На высоте 3000 метров самолёт прекратил снижение и был переведён в горизонтальный полёт, а в 22:55:03 (в 6 километрах до ДПРМ, на скорости 360 км/ч и с креном 15-20°) экипаж начал выполнять третий разворот с нарушением установленной схемы, дезинформировав авиадиспетчера сообщением о пролёте ДПРМ. Авиадиспетчер не проверил достоверность доклада пилотов рейса 40066 и не определил фактическое местоположение самолёта и в 22:55:07 разрешил экипажу дальнейшее снижение до высоты 1200 метров и заход на посадку левым разворотом по схеме, что было сделано в нарушение требований (требования предусматривали заход на посадку в горной местности по установленной схеме только при наличии непрерывного радиолокационного контроля).
В 22:57 на командно-диспетчерском пункте (КДП) произошла смена авиадиспетчеров. В 22:57:14 пилоты рейса 40066 доложили новому авиадиспетчеру о занятии высоты 1200 метров. Авиадиспетчер сообщил пилотам эшелон перехода, давление аэропорта и разрешил снижение до высоты 500 метров. Экипаж подтвердил установку давления аэропорта и продолжил снижение до высоты 500 метров. При докладе экипажа авиадиспетчер не контролировал полёт рейса 40066 по пеленгатору, не передал пеленг экипажу, не определил факт нарушения схемы захода и в нарушение требований разрешил экипажу продолжать заход на посадку. Пилоты продолжили снижение с многочисленными нарушениями требований руководства по лётной эксплуатации (РЛЭ) Ан-12, а также других требований (экипаж установил давление аэродрома на эшелоне перехода 1200 метров без перевода самолёта в горизонтальный полёт, не читал карту контрольных проверок и продолжал снижение на повышенных скоростях без выпуска шасси и закрылков). За 58 секунд до катастрофы пилоты сообщили авиадиспетчеру о занятии высоты 500 метров и о начале четвёртого разворота, фактически находясь на высоте 700 метров, в правом развороте с креном 15° и с приборной скоростью 408 км/ч, а также курсом 80°, что не обеспечивало безопасного манёвра для выхода на магнитный курс 225°. В 22:58:13 авиадиспетчер определил пеленг самолёта – 40°, что свидетельствовало о нарушении экипажем схемы захода на посадку, но не сообщил пеленг экипажу и не предпринял мер по предотвращению нарушения схемы захода. На высоте 530 метров, с приборной скоростью 355-360 км/ч и креном 20° вышел в горизонтальный полёт, что также не обеспечивало безопасного завершения начатого манёвра. В 22:58:49 в кабине экипажа сработал сигнал радиовысотомера РВ-2 об опасном сближении с землёй, но экипаж в нарушение РЛЭ Ан-12 не перевёл самолёт в набор высоты, а затем (по команде КВС-инструктора) радиовысотомер РВ-2 был отключён.
В 22:58:56 рейс SU-40066 в горизонтальном полёте, с магнитным курсом 126°, с правым креном 22°, с приборной скоростью 355 км/ч, в 25 километрах от контрольной точки аэропорта Батагай и с азимутом 51° врезался в гору на высоте 537 метров над уровнем моря и полностью разрушился (относительно уцелело только хвостовое оперение) и частично сгорел. Западный склон горы с уклоном 30° был покрыт обломками скальных пород размерами более 1 метра. Все 6 членов экипажа погибли.

## Расследование
По заключению комиссии, причинами катастрофы рейса SU-40066 со стороны экипажа стали:
- принятие решения о заходе на посадку ночью с курсом, предусматривающим только визуальный заход;
- намеренное уклонение от установленной схемы захода на посадку с дезинформированием при этом службы управления воздушного движения (УВД) и вывод самолёта за установленные ограничения по дальности в горном аэропорту без создания посадочной конфигурации самолёта вследствие превышения рекомендованных руководством по лётной эксплуатации (РЛЭ) поступательной и вертикальной скоростей;
- при срабатывании сигнала радиовысотомера РВ-2 самолёт не был переведен в набор высоты, несмотря на известный экипажу выход самолёта за установленные ограничения по дальности в горной местности, а после команды КВС-инструктора радиовысотомер РВ-2 был отключён.

Также комиссией были выявлены ошибки со стороны служб управления воздушным движением (УВД) аэропорта Батагай:
- авиадиспетчер разрешил снижение и заход на посадку в горном аэропорту ночью по схеме для визуального захода, не имея непрерывного радиолокационного контроля и не определив местонахождение самолёта при его выводе на дальний приводной радиомаяк (ДПРМ);
- авиадиспетчер не контролировал выполнение экипажем принятой схемы захода на посадку;
- авиадиспетчер не принял мер по предотвращению нарушения схемы захода на посадку;
- новый авиадиспетчер смены не контролировал выполнение экипажем рейса SU-40066 схемы захода на посадку и не предотвратил вывод самолёта за пределы, установленные схемой;
- неудовлетворительное состояние организации летной работы в Якутском ОАО (Якутское УГА);
- ошибки, допущенные при составлении инструкции диспетчерам в горном аэропорту Батагай[2][3].

## Другие самолёты с б/н 11418
Кроме борта СССР-11418 (заводской номер 401712) существовало ещё два самолёта с бортовым номером 11418.
- Вторым бортом СССР-11418 был Ан-12Б (заводской номер 7344705, серийный 47-05), который был выпущен Ташкентским авиационным заводом №84 31 января 1967 года и в том же году совершил свой первый полёт и был передан ВВС СССР (б/н неизвестен). 14 марта 1989 года был передан Министерству радиопромышленности СССР и получил бортовой номер СССР-11418. В 1994 году был куплен авиакомпанией Uzbekistan Airways и получил б/н UK-11418; 31 марта того же года был отремонтирован. 8 мая 2001 года был куплен молдавской авиакомпанией Sud Aerocargo (борт ER-AXB), от неё 22 января 2002 года перешёл в авиакомпанию Imtrec Aviation (борт 3C-QRN). В январе 2003 года был куплен тайской авиакомпанией Air People International[англ.], но в феврале того же года вернулся в Imtrec Aviation. В мае 2003 года был передан неизвестной авиакомпании, в 2004 году был передан другой неизвестной авиакомпании (борт EX-022). В сентябре 2004 года был куплен суданской авиакомпанией SASCO Airlines. В 2006 году был передан эмиратской авиакомпании Sunlight Airlines, в декабре того же года перешёл в другую эмиратскую авиакомпанию — Click Airways[англ.] (борт EX-166, в 2007 году б/н сменился на EK-11418). В 2009 году был поставлен на хранение и выставлен на продажу вместе с другим Ан-12 (регистрационный номер EX-169, заводской 01348005, серийный 80-05); общая цена за два самолёта составляла $ 750 000, но в итоге борт EK-11418 (в отличие от борта EX-169) так и не был продан. На 2009 год совершил 6211 циклов «взлёт-посадка» и налетал 16 489 часов[4][5].
- Также существовал третий Ан-12Б борт 11418 (заводской номер 402504, серийный 25-04). Он был выпущен Воронежским авиационным заводом №64 24 ноября 1964 года и в том же году был передан ВВС СССР (б/н неизвестен). 20 февраля 1981 года был передан 1-му Иркутскому ОАО Восточно-Сибирского УГА авиакомпании «Аэрофлот» и получил бортовой номер СССР-11996. 11 марта 1989 года совершил жёсткую посадку в аэропорту Мирный, вследствие чего у самолёта разрушилась носовая стойка шасси и самолёт был отремонтирован. 30 июня 1992 года получил бортовой номер RA-11996 и был передан авиакомпании «Байкал»; с 16 марта 1998 года находился в ней на хранении. 24 июня 2001 года самолёт с б/н UK-11418 был передан узбекско-американской авиакомпании Avialeasing[англ.], в сентябре того же года перешёл в американскую авиакомпанию SRX Transcontinental. В ноябре 2017 года был куплен авиакомпанией Aerovis Airlines[англ.] (борт UR-CPT), но находился в ней на хранении. В 2020 году был разделан на металлолом[6].

## Культурные аспекты
Существует готовая модель размером 1:114 компании «Минилайнер» самолёта СССР-11418 (заводской 401712, серийный 17-12) в ливрее авиакомпании «Аэрофлот».

### Комментарии
1. ↑  Здесь и далее указано владивостокское время — VLAT